# Lista de praças da Itália
Esta é uma lista de praças da Itália de relevância histórica e artística, classificadas por região:

## Abruzos
- Piazza Duomo - Atri
- Piazza Duomo - Áquila
- Piazza Santa Giusta - Áquila
- Piazza San Marciano - Áquila
- Piazza Santa Maria di Rojo - Áquila
- Piazza Garibaldi - Sulmona

## Apúlia

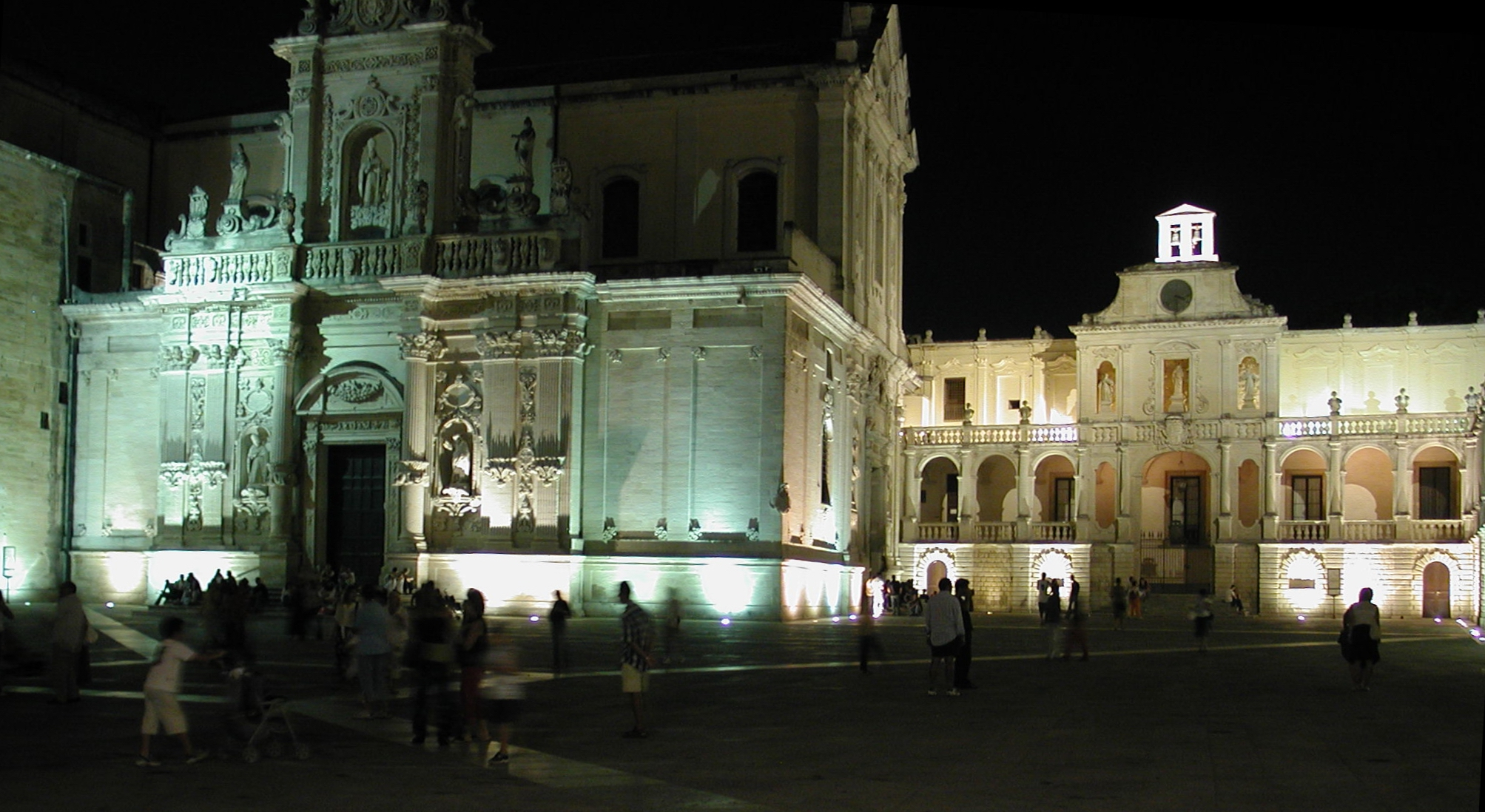
Piazza del Duomo, Lecce

- Piazza San Nicola - Bari
- Piazza del Duomo - Lecce
- Piazza Cairoli - Brindisi
- Piazza del Duomo - Brindisi
- Piazza della Vittoria - Brindisi

## Basilicata
- Piazza Mario Pagano - Potenza
- Piazza Duomo - Matera

## Calábria
- Piazza Giuseppe Garibaldi - Catanzaro
- Piazza Roma - Catanzaro
- Piazza Giacomo Matteotti - Catanzaro
- Piazza Santa Caterina - Catanzaro
- Piazza Vittorio Emanuele II - Régio da Calábria
- Piazza Giuseppe Garibaldi - Régio da Calábria
- Piazza Indipendenza - Reggio Calabria
- Piazza XV Marzo - Cosenza
- Piazza dei Valdesi - Cosenza
- Piazza Tommaso Campanella - Cosenza
- Piazza Tommaso Fera - Cosenza
- Piazza Pitagora - Crotone
- Piazza Duomo - Amantea
- Piazza dei Cappuccini - Amantea
- Piazza Galeazzo di Tarsia - Belmonte Calabro
- Piazza Eugenio Del Giudice - Belmonte Calabro
- Piazza della Torretta - Fiumefreddo Bruzio
- Piazza Duomo - Paola
- Piazza della Cattedrale - Tropea
- Piazza San Rocco - Scilla

## Campânia
- Piazza del Plebiscito - Nápoles
- Piazza Dante - Nápoles
- Piazza del Gesù Nuovo - Nápoles

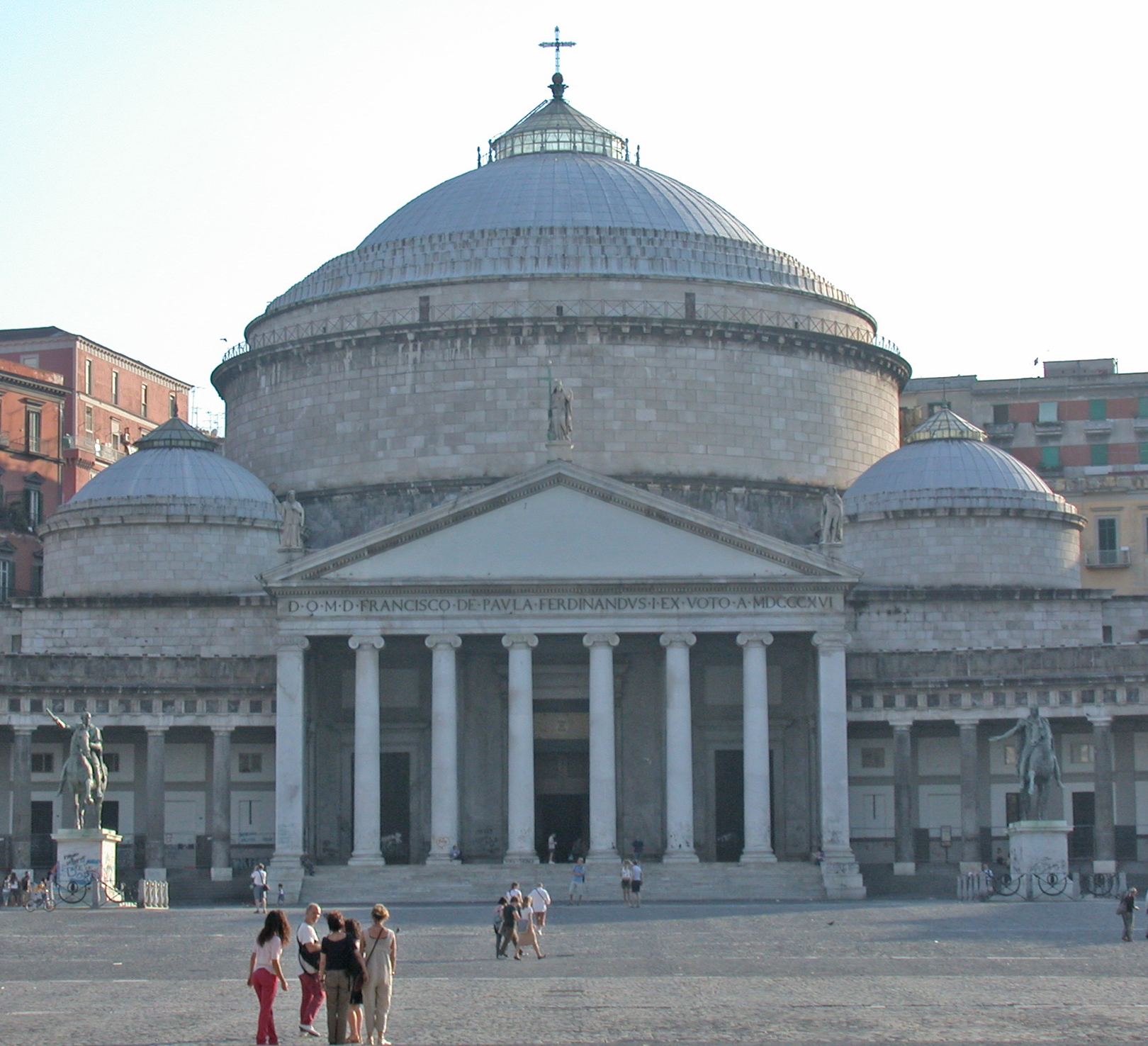
Piazza del Plebiscito, Nápoles

- Piazza San Domenico Maggiore - Nápoles
- Piazza della Vittoria - Nápoles
- Piazza del Municipio - Nápoles
- Piazza del Mercato - Nápoles
- Piazza Trieste e Trento - Nápoles
- Piazza Carlo Terzo - Caserta
- Piazza del Duomo - Amalfi
- Piazza Santa Sofia - Benevento

## Emília-Romanha
- Piazza Maggiore - Bolonha
- Piazza del Nettuno - Bolonha
- Piazza Grande - Módena
- Piazza dei Martiri - Carpi
- Piazza del Duomo - Parma
- Piazza Ghiaia - Parma

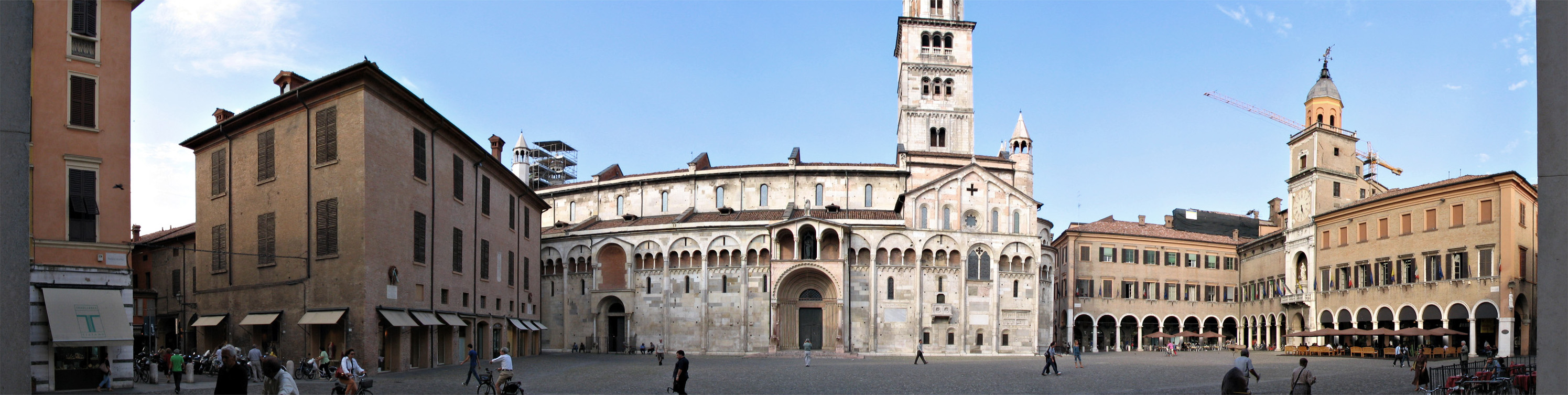
Piazza Grande, Módena

- Piazza del Duomo o Prampolini - Régio da Emília
- Piazza Municipio - Castell'Arquato
- Piazza del Popolo - Faenza
- Piazza della Libertà - Faenza
- Piazzale della Libertà - Forlì
- Piazza Saffi - Forlì
- Piazza Nuova - Bagnacavallo
- Piazza Mazzini - Lugo
- Piazza del Popolo - Cesena
- Piazza Cavour - Rimini
- Piazza Cattedrale - Ferrara
- Piazza Ariostea - Ferrara

## Friul-Veneza Júlia
- Piazza della Libertà - Udine
- Piazza XX Settembre - Udine
- Piazza Matteotti - Udine
- Piazza dell'Unità d'Italia - Trieste
- Piazza della Borsa - Trieste
- Piazza del Ponterosso - Trieste
- Piazza Grande - Palmanova

## Lácio

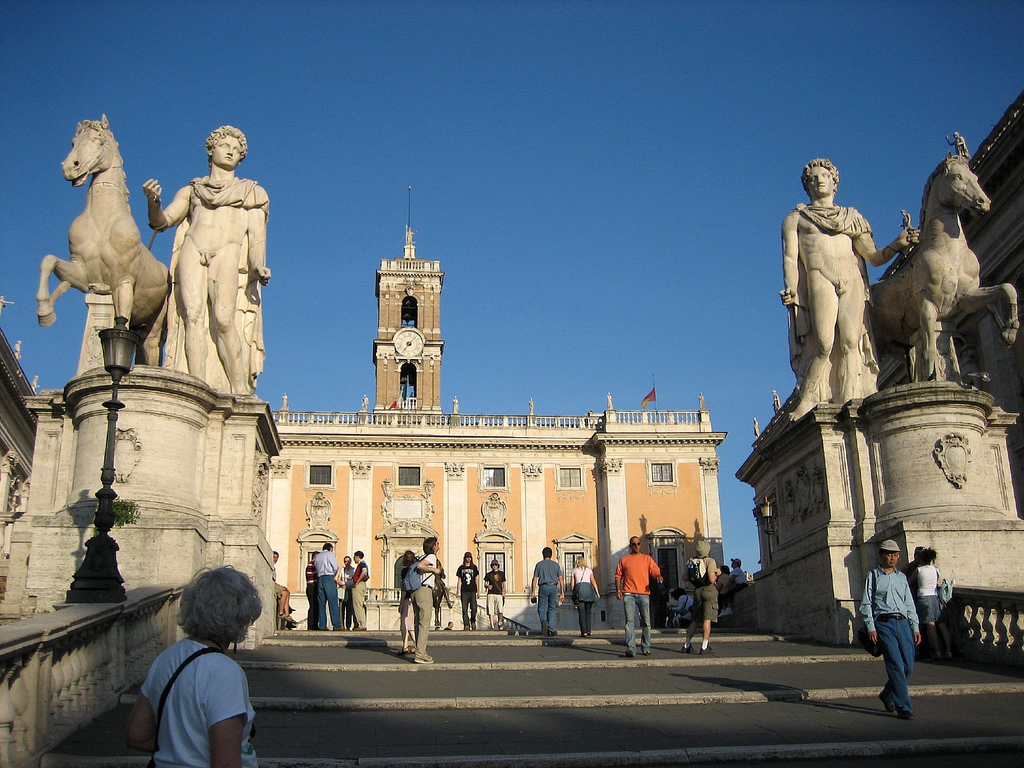
Piazza del Campidoglio, Roma

Para as praças de Roma, veja Lista de praças de Roma.
- Piazza San Pellegrino - Viterbo
- Piazza Giuseppe Mazzini - Albano Laziale
- Piazza Pia - Albano Laziale
- Piazza San Paolo - Albano Laziale
- Piazza di Corte - Ariccia
- Piazza della Libertà - Castel Gandolfo
- Piazza San Pietro - Frascati
- Piazza Tommaso Frasconi - Genzano di Roma
- Piazza Giacomo Matteotti - Marino
- Piazza San Barnaba - Marino
- Piazza Giuseppe Garibaldi - Marino
- Piazza Borghese - Monte Porzio Catone
- Piazza della Cortina - Palestrina
- Piazza della Repubblica - Rocca di Papa
- Piazza del Municipio - Terracina
- Piazza Giuseppe Garibaldi - Velletri
- Piazza Benedetto Cairoli - Velletri

## Ligúria
- Piazza Caricamento - Gênova
- Piazza De Ferrari - Gênova
- Piazza della Vittoria - Gênova
- Piazza San Matteo - Gênova
- la Piazzetta - Portofino
- Piazza della Maddalena - Savona
- Piazzetta dei Leoni - Albenga
- Piazza Matteotti - Sarzana
- Piazza San Siro - Sanremo
- Piazza Castello - Pigna

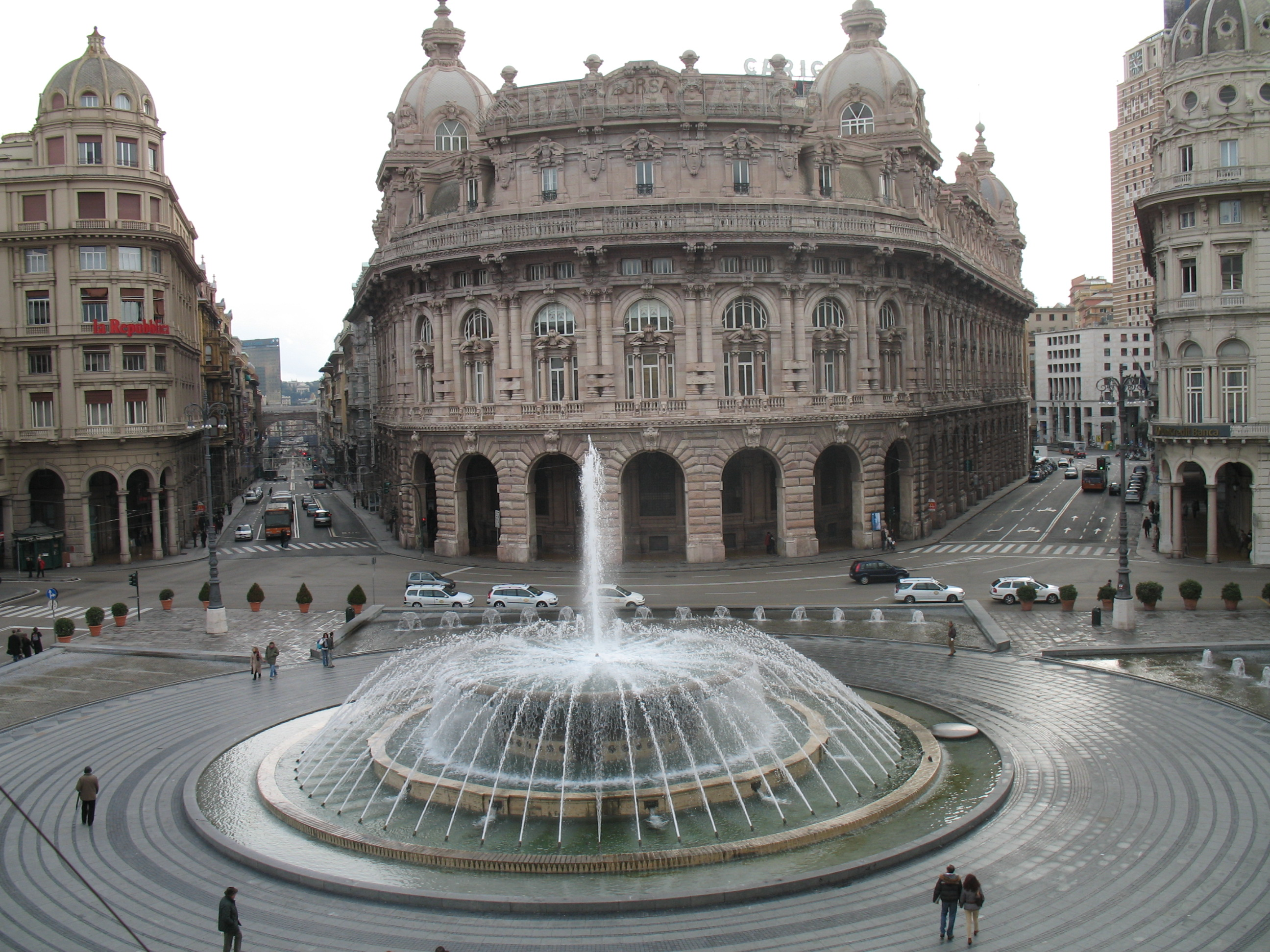
Piazza De Ferrari, Gênova

- Piazza Vittorio Emanuele - Apricale

## Lombardia

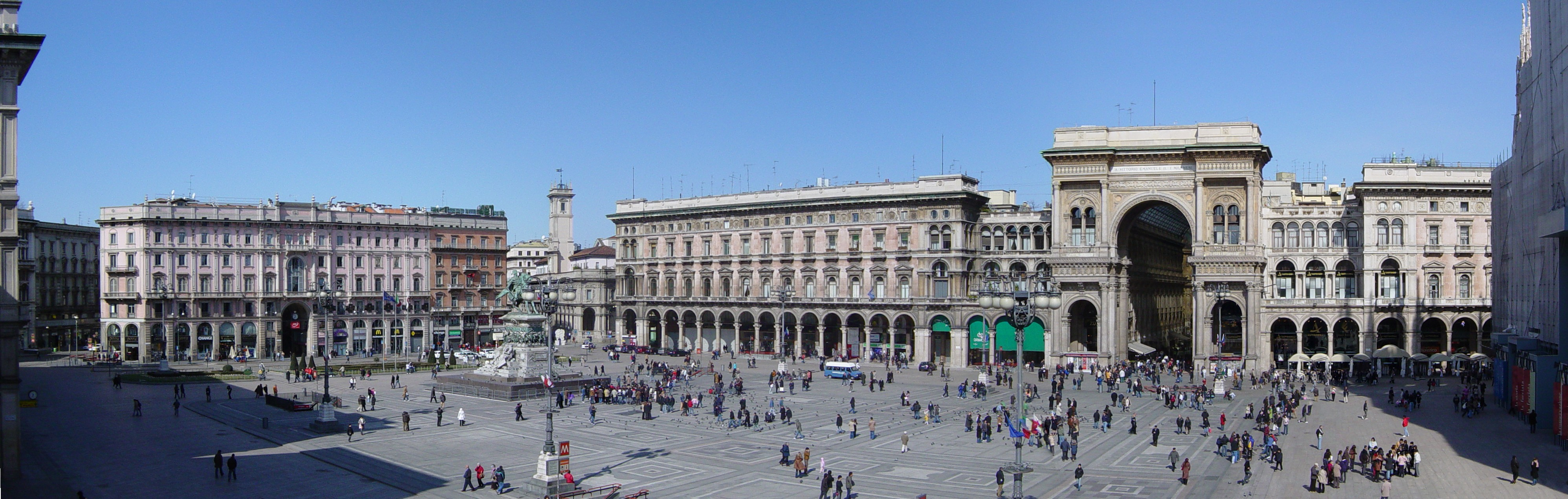
Piazza del Duomo, Milão

- Piazza del Duomo - Milão
- Piazza Mercanti - Milão
- Piazza San Babila - Milão
- Piazza della Loggia - Bréscia
- Piazza del Foro - Bréscia
- Piazza Vecchia - Bérgamo
- Piazza del Duomo - Bérgamo
- Piazza Duomo - Crema
- Piazza del Comune - Cremona
- Piazza della Vittoria - Lodi
- Piazza Duomo - Monza
- Piazza Ducale - Vigevano
- Piazza della Vittoria - Pavia
- Piazza Sordello - Mântua
- Piazza delle Erbe - Mântua
- Piazza del Duomo - Como

## Marcas
- Piazza del Plebiscito - Ancona
- Piazza del Popolo - Ascoli Piceno
- Piazza Arringo - Ascoli Piceno
- Piazza Matteotti - Cagli
- Balcone delle Marche - Cingoli
- Piazza del Comune - Fabriano
- Piazza XX Settembre - Fano
- Piazza del Popolo - Fermo
- Piazzale del Girifalco - Fermo
- Piazza della Repubblica - Jesi
- Piazza Federico II - Jesi
- Piazza della Madonna - Loreto
- Piazza della Libertà - Macerata
- Piazza Mattei - Matelica
- Piazza Leopardi - Montecassiano
- Piazza Vittorio Emanuele II - Offida
- Piazza del Popolo - Pesaro
- Piazza Leopardi - Recanati
- Piazza Alberico Gentili - San Ginesio
- Piazza Dante - San Leo
- Piazza del Popolo - San Severino Marche
- Piazza del Duca - Senigália
- Piazza della Libertà - Tolentino
- Piazza Rinascimento - Urbino

## Piemonte
- Piazza Arbarello - Turim
- Piazza Carlo Felice - Turim
- Piazza Carlo Alberto - Turim
- Piazza Carlina - Turim
- Piazza San Carlo - Turim
- Piazza Castello - Turim
- Piazza Carignano - Turim
- Piazza Palazzo di Città - Turim
- Piazza Statuto - Turim
- Piazza Solferino - Turim
- Piazza Vittorio Veneto - Turim
- Piazza Maria Teresa - Turim

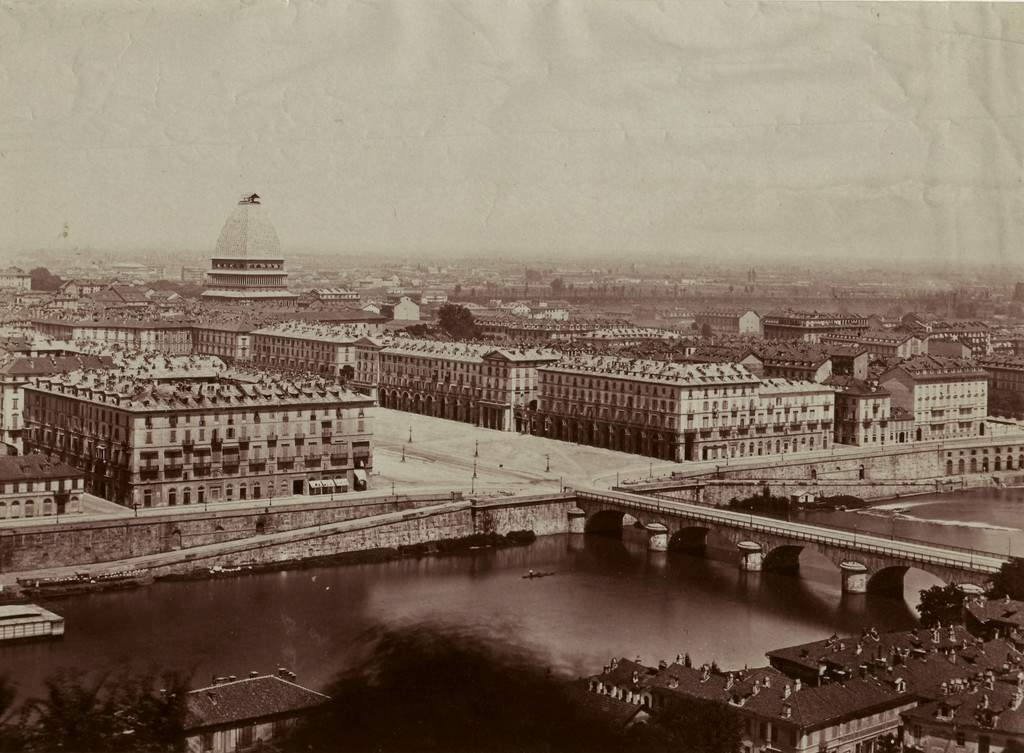
Piazza Vittorio Veneto, Turim

- Piazza Vittorio Emanuele II - Moncalieri
- Piazza Cavour - Vercelli
- Piazza Galimberti - Cuneo
- Piazza Santarosa - Savigliano
- Piazza Maggiore - Mondovì
- Piazza del Mercato - Domodossola
- Piazza Cisterna - Biella
- Piazza San Martino - Montemagno
- Piazza del Duomo - Acqui Terme
- Piazza della Bollente - Acqui Terme

## Sardenha

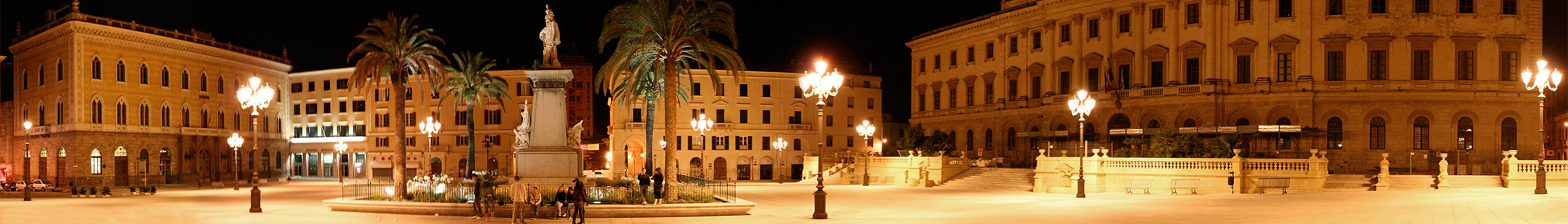
Piazza d'Italia, Sassari

- Piazza Palazzo - Cagliari
- Piazza d'Italia - Sassari
- Piazza Satta - Nuoro

## Sicília
- Piazza del Duomo - Siracusa
- Piazza Archimede - Siracusa
- Piazza Pretoria - Palermo
- Piazza del Duomo - Catânia
- Piazza del Duomo - Messina
- Piazza IX Aprile - Taormina
- Piazza del Municipio - Noto
- Piazza della Repubblica - Marsala
- Piazza Umberto I° - Gela
- Piazza S. Agostino - Gela

## Toscana
- Piazza della Signoria - Florença
- Piazza del Duomo - Florença

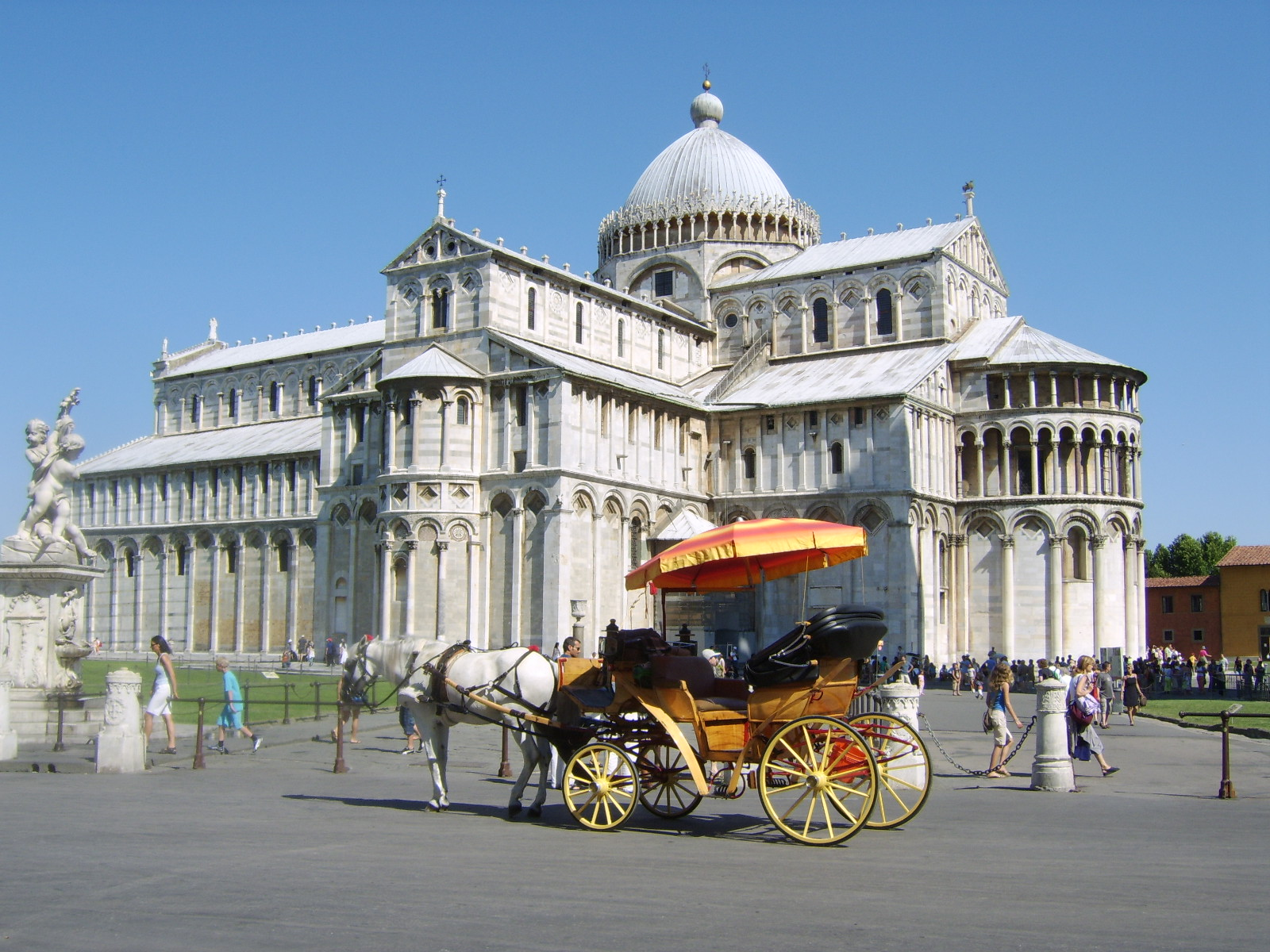
Piazza dei Miracoli, Pisa

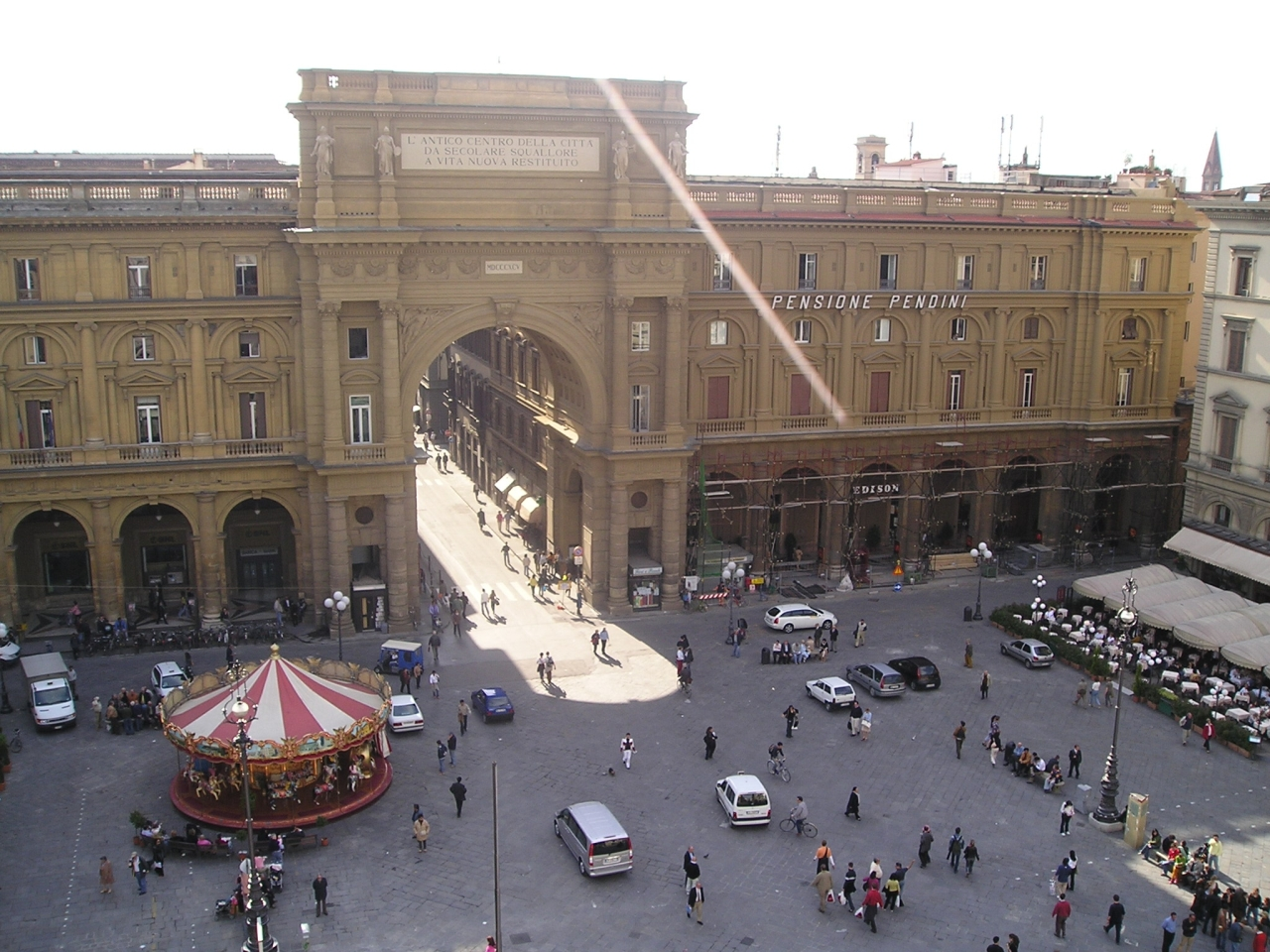
Piazza della Repubblica, Florença

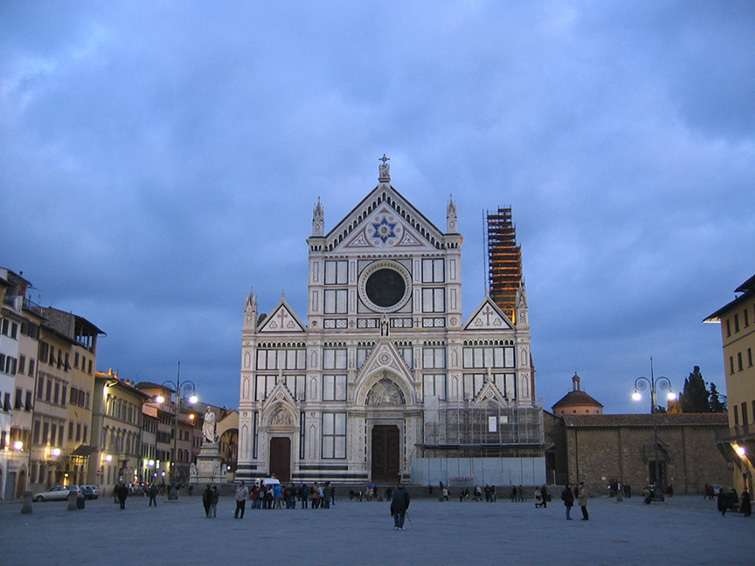
Piazza Santa Croce, Florença

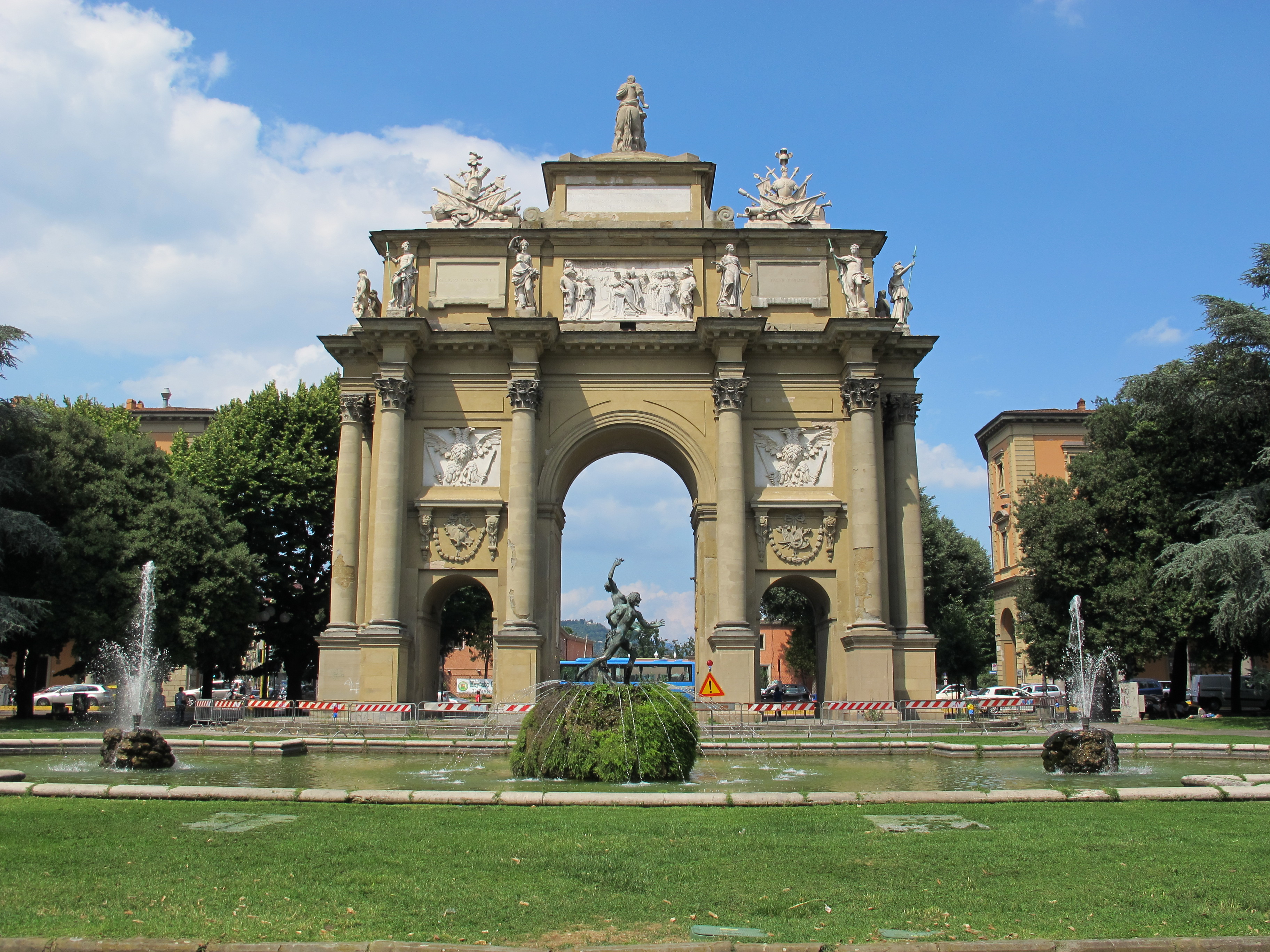
Piazza della Libertà, Florença

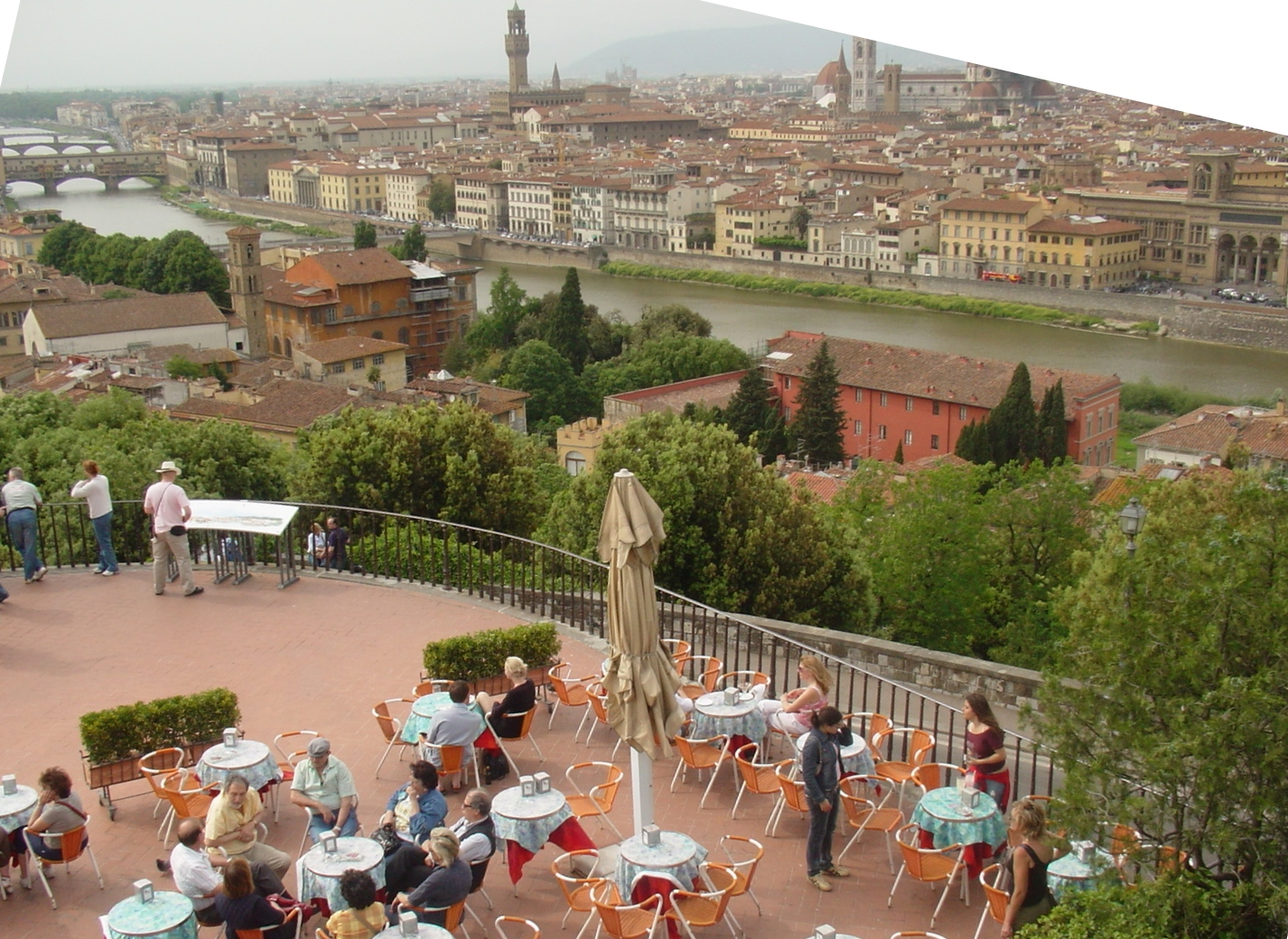
Piazzale Michelangelo, Florença

- Piazza Santa Maria Novella - Florença
- Piazza della Santissima Annunziata - Florença
- Piazza Santa Croce - Florença
- Piazza della Repubblica - Florença
- Piazzale Michelangelo - Florença
- Piazza della Stazione - Florença
- Piazza San Lorenzo - Florença
- Piazza della Libertà - Florença
- Piazza Beccaria - Florença
- Piazza Santa Trinita - Florença
- Piazza San Marco - Florença
- Piazza San Firenze - Florença
- Piazza del Campo - Siena
- Piazza del Duomo - Siena
- Piazza Salimbeni - Siena
- Piazza della Cisterna - San Gimignano
- Piazza del Duomo - San Gimignano
- Piazza Pio II - Pienza
- Piazza Grande - Montepulciano
- Piazza del Duomo - Colle di Val d'Elsa
- Piazza del Duomo - Chiusi
- Piazza del Tribunale - Lucignano
- Campo dei Miracoli - Pisa
- Piazza dei Cavalieri - Pisa
- Piazza dei Priori - Volterra
- Piazza Matteotti - Massa Marittima
- Piazza Garibaldi - Massa Marittima
- Piazza del Pretorio - Sovana
- Piazza Grande o Vasari - Arezzo
- Piazza Signorelli - Cortona
- Piazza della Repubblica - Cortona
- Piazza Torre di Berta - Sansepolcro
- Piazza del Comune - Prato
- Piazza del Duomo - Prato
- Piazza del Duomo - Pistoia
- Piazza Mazzini - Pescia
- Piazza San Michele - Luca
- Piazza San Martino - Luca
- Piazza dell'Anfiteatro - Luca
- Piazza del Duomo - Pietrasanta
- Piazza Medicea - Fivizzano
- Piazza Attias - Livorno
- Piazza Cavour - Livorno
- Piazza della Repubblica - Livorno
- Piazza Grande - Livorno
- Piazza Dante - Grosseto
- Piazza Alberica - Carrara
- Piazza Aranci - Massa
- Piazza Farinata degli Uberti - Empoli

## Trentino-Alto Ádige
- Piazza del Duomo - Trento
- Piazza del Duomo - Bressanone

## Úmbria
- Piazza IV Novembre - Perúgia
- Piazza San Francesco - Perúgia

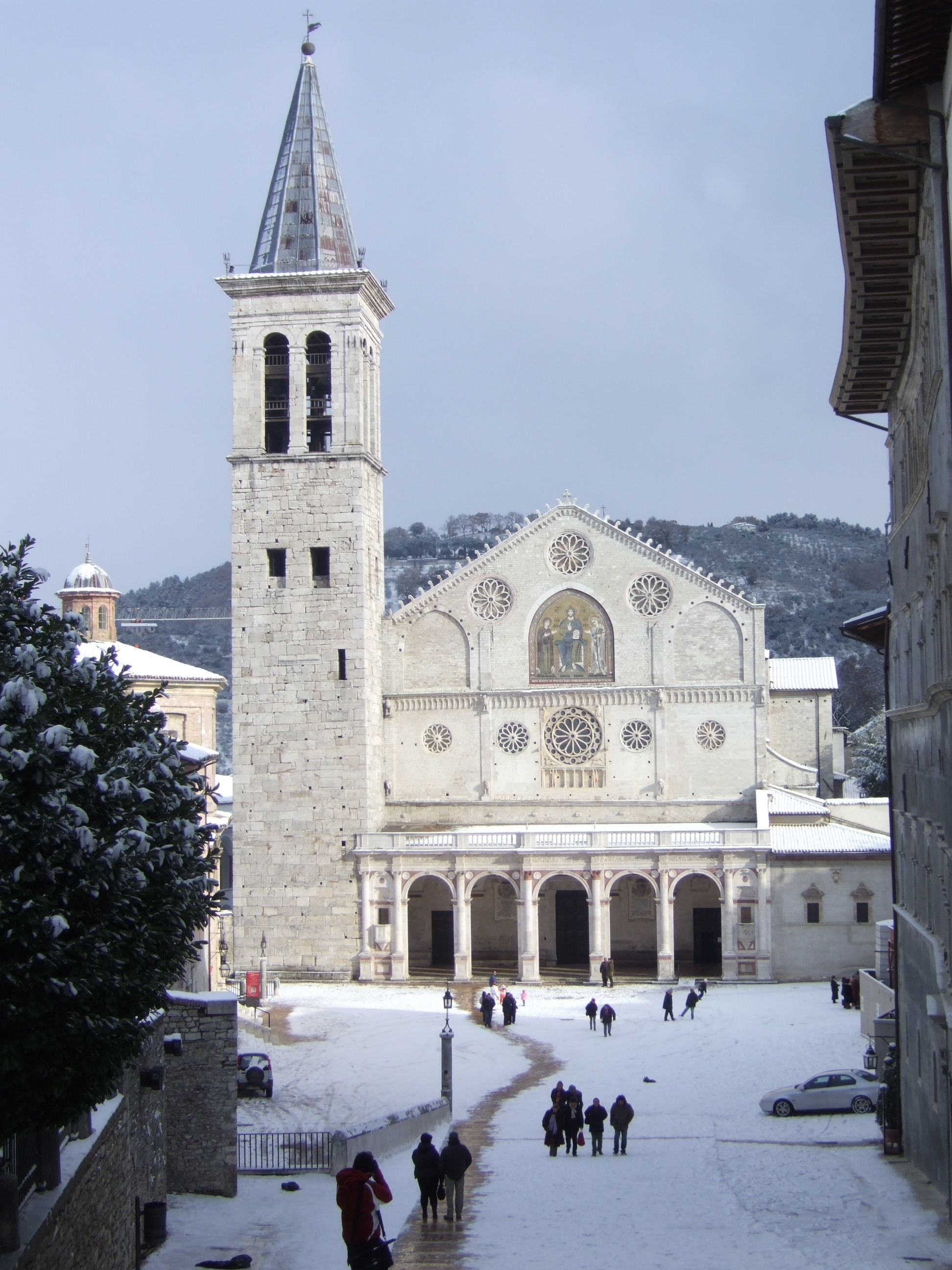
Piazza del Duomo, Espoleto

- Piazza della Madonna della Luce - Perúgia
- Piazza Gabriotti - Città di Castello
- Piazza Matteotti - Città di Castello
- Piazza Grande o della Signoria - Gubbio
- Piazza del Comune - Assisi
- Piazza Santa Chiara - Assisi
- Piazza San Rufino - Assisi
- Piazza Superiore di San Francesco - Assisi
- Piazza Inferiore di San Francesco - Assisi
- Piazza Silvestri - Bevagna
- Piazza della Repubblica - Spello
- Piazza del Comune - Montefalco
- Piazza della Repubblica - Foligno
- Piazza del Mercato - Espoleto
- Piazza del Duomo - Espoleto
- Piazza del Popolo - Todi
- Piazza dei Priori - Narni
- Piazza San Benedetto - Nórcia
- Piazza del Duomo - Orvieto

## Vale de Aosta
- Piazza Chanoux - Aosta

## Vêneto
- Piazza del Duomo - Belluno
- Piazza del Mercato - Belluno
- Piazza Maggiore - Feltre
- Piazza Vescovile - Chioggia
- Piazza Cima - Conegliano

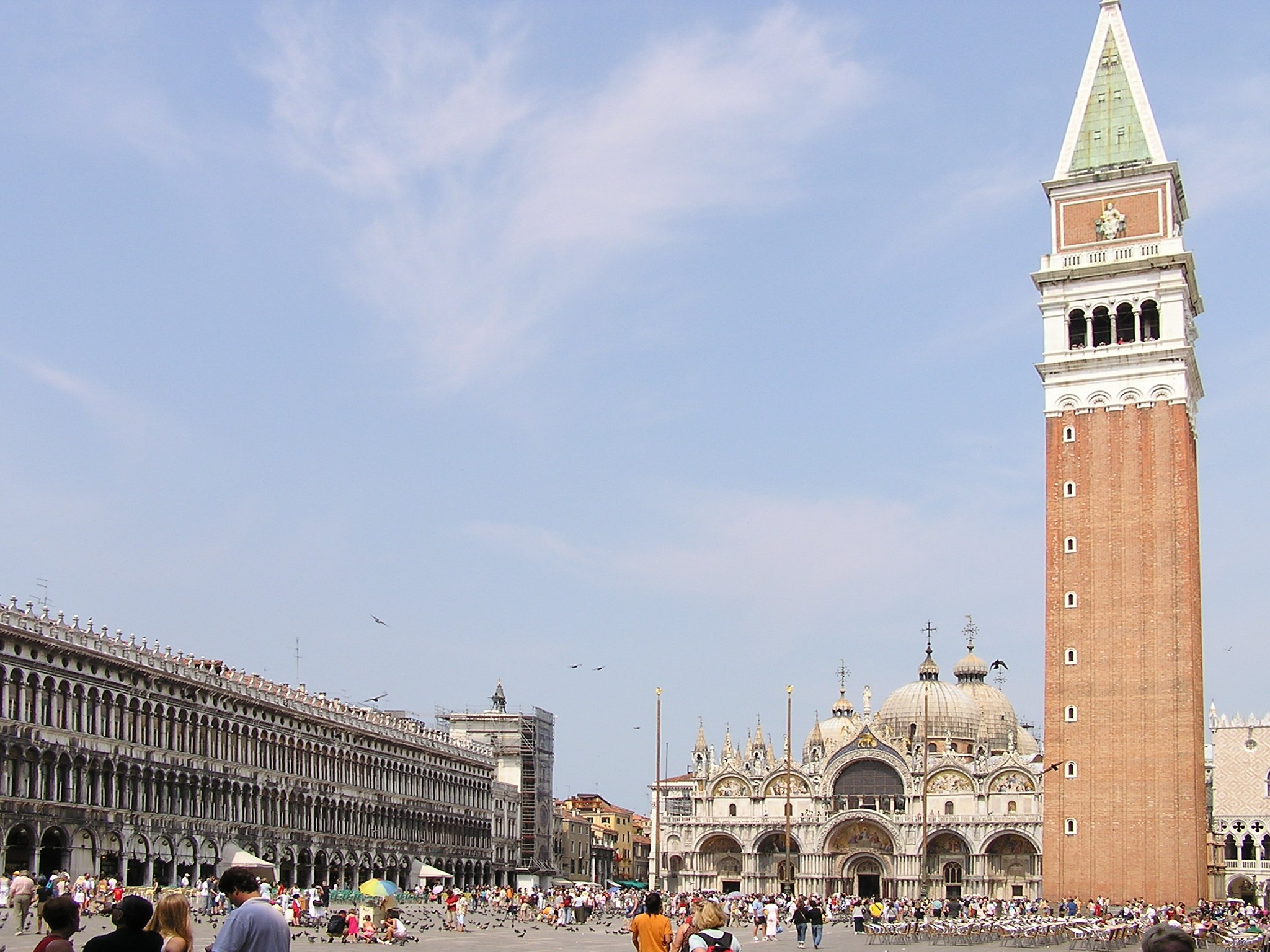
Piazza San Marco, Veneza

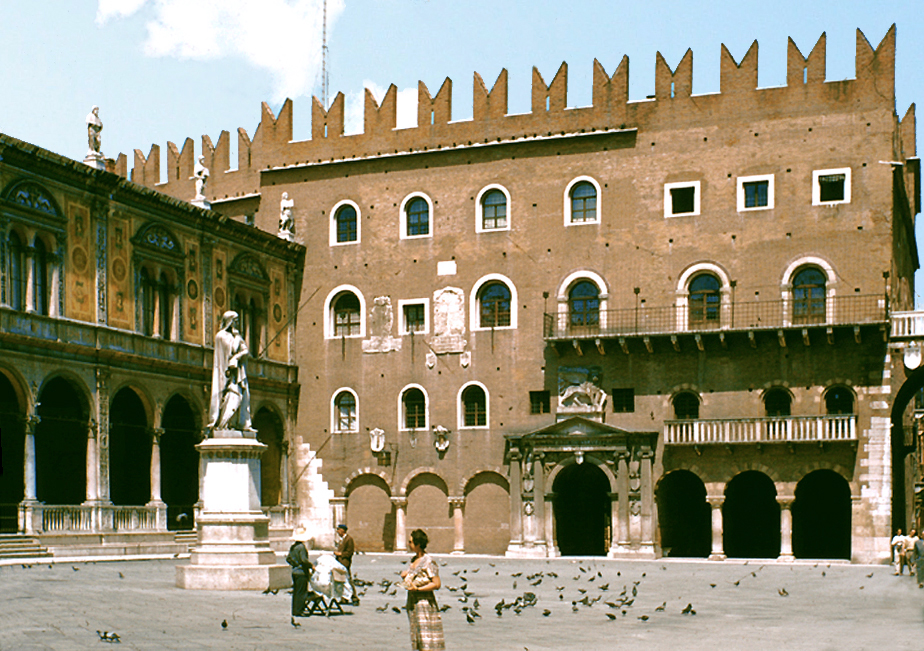
Piazza dei Signori, Verona

- Piazza Castello o degli Scacchi - Marostica
- Prato della Valle - Pádua
- Piazza dei Signori - Pádua
- Piazza delle Erbe - Pádua
- Piazza della Frutta - Pádua
- Piazza del Santo - Pádua
- Piazza di Torcello - Torcello
- Piazza dei Signori - Treviso
- Piazza San Marco - Veneza*
- Piazza Bra - Verona
- Piazza delle Erbe - Verona
- Piazza dei Signori - Verona
- Piazza dei Signori - Vicenza

- Em Veneza, a única piazza existente é a Praça de São Marcos (em italiano:  Piazza San Marco), porque todos os outros espaços abertos são chamados de campo.